# Лапин, Феликс Феликсович
Ла́пин Фе́ликс Фе́ликсович (31 октября 1958, Краснодар) — глава администрации городского округа «Город Калининград» в 2008—2010 годах, председатель Калининградской торгово-промышленной палаты с 2016 года. Генерал-майор налоговой полиции (1998) в отставке, генерал-майор полиции (2003) в отставке, государственный советник налоговой службы 3 класса.

## Биография
После окончания Кубанского государственного университета в 1981 году, получив квалификацию экономиста, работал в финансово-ревизионных органах Краснодарского края. С 1990 года — первый заместитель начальника Управления налоговой инспекции по Краснодарскому краю, в 1994 году поступил на службу в федеральные органы налоговой полиции. С 1994 по 1999 год занимал должности заместителя начальника Управления, первого заместителя начальника Управления ФСНП России по Краснодарскому краю. В 2000 году переведен по службе в Калининград.
С 13 января 2000 года до расформирования органов налоговой полиции 30 июня 2003 года — начальник Управления ФСНП России по Калининградской области.
С 1 июля 2003 года исполняющий обязанности начальника Управления, а с 21 июля 2003 года назначен на должность начальника Управления Государственного комитета Российской Федерации по контролю за оборотом наркотических средств и психотропных веществ по Калининградской области .
29 мая 2004 года по личной просьбе освобождён от должности в связи с уходом на пенсию по выслуге лет.
В 2004—2005 годах работал на руководящей должности на промышленном предприятии.
С осени 2005 года, после назначения губернатором Калининградской области Георгия Бооса, по май 2008 года — министр экономики Правительства Калининградской области.
В 2007 году депутатами окружного Совета депутатов было принято решение разделить должности главы города (мэра), возглавляющего Совет, и главы городской администрации (сити-менеджера). Главой города был избран Александр Ярошук. Феликс Лапин решением Совета депутатов Калининграда с 19 мая 2008 года был назначен на должность главы администрации городского округа «Город Калининград» сроком на два года.
В 2009 году поддержал идею о возврате городу исторического названия Кёнигсберг.
После массового митинга протеста в Калининграде 30 января 2010 года администрация Ф.Лапина на месте митинга организовала проведение еженедельных ярмарок, сорвав планировавшийся ещё более массовый митинг 20 марта 2010 года. После этих событий ряд оппозиционных деятелей требовали отставки Ф.Лапина.
По истечении срока контракта в мае 2010 года ушёл в отставку, по рекомендации Г.Бооса намеревался вновь участвовать в конкурсе на эту должность, но окружной совет конкурс отложил до весны 2011 года.
27 июня 2011 года назначен заместителем начальника Калининградской железной дороги по корпоративному управлению и работе с органами власти.
В 2016 году возглавлял Совет ветеранов органов наркоконтроля Калининградской области. 
18 ноября 2016 года избран председателем Калининградской торгово-промышленной палаты. 
31 января 2019 года Феликса Лапина избрали президентом Ассоциации торгово-промышленных палат Северо-Западного федерального округа.   
12 ноября 2021 года переизбран председателем Калининградской торгово-промышленной палаты  на второй пятилетний срок.  
Женат, имеет двух взрослых дочерей от первого брака.